# 新平郡 (刘宋)
新平郡，中国南北朝时设置的郡。
因为今陕西省咸阳市彬州市的新平郡被北魏占领，南朝宋宋明帝泰始七年（471年）侨置新平郡，治所在江阳县（在今江苏省南通市海安市一带）。没有实土，之后被废除。